# Budurleni, Bistrița-Năsăud
Budurleni (maghiară Budurló) este un sat în comuna Teaca din județul Bistrița-Năsăud, Transilvania, România.

## Demografie
La recensământul din 2002 avea o populație de 135 locuitori.

## Monument istoric
Pe teritoriul localității se află o biserică de lemn ce datează de la sfârșitul secolului al XVIII-lea și are statut de monument istoric.